# فرديناند بيلمونت
فرديناند بيلمونت (بالفرنسية: Joseph Ferdinand Belmont)‏ هو ضابط فرنسي، ولد في 13 أغسطس 1890 في ليون في فرنسا، وتوفي في 28 ديسمبر 1915 في Moosch ‏ في فرنسا.